# Софер, Офир
Офир Софер (ивр. אוֹפִיר סוֹפֵר‎, род. 1 августа 1975 года) — израильский политик. Действующий министр алии и интеграции и депутат Кнессета от партии «Национальная религиозная партия – Религиозный сионизм».
Офир Софер — бывший майор Армии Обороны Израиля и считается ветераном-инвалидом. Впоследствии он работал в Министерстве по развитию Периферии, Негева и Галилеи.

## Политическая карьера
В 2014 году он стал генеральным секретарем право-национальной партии «Ткума». Когда партия присоединилась к альянсу Союз правых партий на выборах в Кнессет в апреле 2019 года, Софер занял четвертое место в списке альянса и прошел в Кнессет, так как альянс получил пять мест. На выборах 2021 года он баллотировался в Кнессет по списку Ликуда как член партии «Атид эхад», используя ее в качестве вспомогательной партии. 14 июня, после приведения к присяге 36-го правительства, он отделился от Ликуда и объединился с партией «Ха-Ихуд ха-Леуми—Ткума». Раскол был официально утвержден только 27 июня.
В преддверии выборов 2022 года Софер получил третье место в совместном списке Религиозной сионистской партии и «Оцма Иегудит» и в результате был переизбран в Кнессет. 29 декабря 2022 года Софер был назначен министром по делам алии и интеграции в новом правительстве.

## Личная жизнь
Софер женат, имеет семерых детей и живет в Тфахот, религиозном мошаве на севере Израиля.
Он имеет тунисско-еврейское происхождение.